# L'oro di Poseidone
L'oro di Poseidone (Poseidon's Gold) è un romanzo giallo del 1993 scritto da Lindsey Davis, quinto volume della serie ambientata nella Roma imperiale del I secolo, incentrata sulle indagini dell'investigatore privato Marco Didio Falco.

## Trama
Marco Didio Falco ha portato a termine, con successo, la missione in Germania affidatagli dall'imperatore Vespasiano. Tornato a Roma ha l'amara sorpresa di trovare la sua casa in affitto svuotata e semi diroccata. Come sempre con pochi sesterzi in tasca riprende il lavoro d'investigatore per cercare di raggiungere la somma necessaria per poter accedere allo stato sociale di "Cavaliere" e poter, così, sposare la sua nobile fidanzata, Elena. Ma clienti non ne trova, se non la madre che ha ricevuto la visita di un legionario che ha fatto il nome di Festus, il fratello dell'investigatore, defunto in un'azione militare. Il legionario vanta qualcosa dai traffici non infrequenti e nemmeno tanto chiari di Festus. La madre vuole conoscere la verità: questa la nuova missione del fortunato personaggio di Lindsey Davis.

## Edizioni
- Lindsey Davis, L'oro di Poseidone, traduzione di Maria Elena Vaccarini, collana I Marlin, Marco Tropea Editore, 24 giugno 2003,  p. 408, ISBN 9788843804108.

- Lindsey Davis, L'oro di Poseidone, traduzione di Maria Elena Vaccarini, Net, 21 giugno 2007,  p. 406, ISBN 9788851523725.